# NGC 7192
NGC 7192 је елиптична галаксија у сазвежђу Индијанац која се налази на NGC листи објеката дубоког неба.
Деклинација објекта је - 64° 18' 58" а ректасцензија 22h 6m 49,9s. Привидна величина (магнитуда) објекта NGC 7192 износи 11,2 а фотографска магнитуда 12,2. Налази се на удаљености од 34,318 милиона парсека од Сунца. NGC 7192 је још познат и под ознакама ESO 108-12, PGC 68057.